# Paul Eugène Bontoux
Pour les articles homonymes, voir Bontoux.
Paul Eugène Bontoux, né le 9 décembre 1820 à Embrun et mort le 16 mai 1904 à Cannes, est un industriel, banquier et homme politique catholique et monarchiste des Hautes-Alpes, qui a fondé en 1875 puis dirigé la banque de l'Union générale jusqu'au moment de sa chute en 1882.

## Biographie

### Les succès dans le rail et le lignite de l'empire austro-hongrois, au service des Rothschild, lui ouvrent un avenir politique
Paul Eugène Bontoux est né le 20 décembre 1820 à Embrun (Hautes-Alpes). Il est le fils de Benoît Bontoux, conseiller à la Cour d'appel de Grenoble, et le petit-fils de Paul Bontoux. Il épouse Cécile Blancard, fille du général Amable Guy Blancard et petite-fille de Louis-Michel Rigaud de l'Isle. Polytechnicien puis élève des Ponts et Chaussées, il devient d'abord directeur, à partir de 1860, à l'âge de 40 ans, de petites compagnies ferroviaires dans l'Empire austro-hongrois. Il acquiert une précieuse expérience à la Compagnie des chemins de fer de l'État autrichien, société non cotée fondée en 1855 par un groupe d'investisseurs franco-autrichiens réunis par les frères Pereire, puis à la Sudbahn, appelée aussi « Les Chemins lombards », de James de Rothschild. Cette dernière s'inquiète de ses projets financiers avec le comte de Chambord, et le licencie.
Actif dans la région, il se fait connaître à partir de 1874 par le succès que rencontre l’émission de son emprunt de 3,5 millions de francs, pour financer des investissements miniers, dans l'extraction du lignite, en Autriche, dans le land de Styrie. Les titres, émis à 350 francs, atteignent, en 1880, les 500 francs. Fort de son succès financier, il souhaite l’exploiter, en se présentant sous l’étiquette légitimiste aux élections législatives de 1877 à Gap. Il est élu, mais l’élection sera invalidée pour fraude électorale.

### Difficultés et rivalités dans les Balkans à partir de 1878
Paul Eugène Bontoux va s'inspirer des projets de la Société impériale des chemins de fer de la Turquie d'Europe et de la Staatsbahn, la Compagnie des chemins de fer de l'État autrichien, où il avait travaillé, qui en 1874 détenait un capital de 225 millions de francs, en possédant mines, forêts et 1 646 kilomètres de rail
La Société impériale, contrôlée successivement en 1868 par le financier belge André Langrand-Dumonceau, promoteur durant les années 1860 d'une puissance financière catholique, puis un an après, lorsqu'il fit faillite, par l'entrepreneur belge basé à Paris, le baron Maurice de Hirsch, qui avait l'espoir de construire la première ligne Vienne-Constantinople. 
Pour y parvenir, elle avait prévu de relier son réseau à celui de la Südbahn. Dans ce but, Hirsch tenta de convaincre le gouvernement hongrois de lui concéder une ligne reliant Pest à Semplin, mais la concession tomba dans les mains des États créés en 1878 par le traité de San Stefano : Roumanie, Serbie et Bulgarie. Inquiète de l'expansion de l'influence russe, l'Autriche installa des garnisons au plus profond de la Bosnie et mit la pression sur la Serbie pour qu'elle accepte les traités. Par ailleurs, l'Empire ottoman n'a pas vraiment accepté les conditions de sa défaite, ce qui inquiète les investisseurs.
Une question centrale émerge : la ligne de chemin de fer sera-t-elle dans la sphère d'influence russe ou autrichienne ? Vienne décide en 1880 que Bontoux, par sa précieuse expérience à la Südbahn est indispensable pour assurer le succès de sa stratégie dans les Balkans. Il faut désormais une autre route. Entre-temps, par les banques qu'il crée entre 1878 et 1880, ce dernier se rend même incontournable.

### Un fédérateur des milieux cléricaux et conservateurs royalistes
À la fin de la longue dépression du milieu des années 1870, Bontoux fonde en 1878 l'Union générale : il s’appuie sur les milieux cléricaux et conservateurs royalistes pour créer une banque catholique, car il veut concurrencer les grandes banques de l’époque à capitaux juifs ou protestants comme les Hottinguer, les Neuflize et surtout les Rothschild. Parmi eux, son « ami personnel », le « comte de Chambord », prétendant à la couronne de France, et de nombreux cardinaux le soutiennent, dont le cardinal Jacobini, secrétaire du pape Léon XIII, qui investit 335 000 francs. La moitié des 2 000 souscripteurs viennent de la région lyonnaise et la banque lève un capital de 25 millions de francs, qui atteint 200 millions en 1881, après deux autres augmentations de capital.
Ce succès intervient dans le contexte de, l’« affaire Jumel », du nom d'Alexis-Alphonse Jumel, un agent de change installé depuis 1867 et obligé de quitter sa charge le 7 mai 1875 en laissant 2,85 millions de dette obligataire a entraîné la l'intervention de la Caisse commune pour limiter l'impact de ses pertes sur les agents de change qui étaient ses créanciers ou avaient réalisé avec lui des achats ou ventes « à découvert », c'est-à-dire en n'avançant que le dixième de la somme pendant le premier mois, comme c'était alors possible. Les fonds de la Caisse commune sont mis à contribution à hauteur d'un million de francs, mais un dividende de 4,2 millions est distribué aux actionnaires de cette Caisse commune, les agents de change.
Conseiller général des Hautes-Alpes, il fut élu député, avec l'appui officiel du gouvernement du maréchal de Mac-Mahon, député conservateur de la circonscription de Gap, le 14 octobre 1877. Il fut invalidé deux mois plus tard.

### La banque-industrie pour dominer l'Europe centrale
Paul Eugène Bontoux investit en même temps dans d'autres importantes entreprises, comme la création de l'Österreichische Länderbank en 1880. Son deuxième pari est d'attirer du capital français vers l'Europe centrale, pour concurrencer la forte position des Rothschild dans le groupe bancaire Credit Anstalt à Vienne. Les premières années de la Troisième République sont des années de frustration, en particulier dans la noblesse et le clergé, qui rêve de revanche à l'est. 
La nouvelle institution reçoit le soutien du gouvernement de Vienne, qui lui accorde des privilèges équivalents à ceux de la Banque de France, excepté l'impression de billets de banque. L'Union générale souscrit le quart des deux augmentations de capital de la Länderbank, ce qui porte ce dernier à 200 millions de francs. Paul Eugène Bontoux fit à cette occasion miroiter aux investisseurs les bénéfices rapides d'une compagnie de chemins de fer capable de traverser les Balkans pour relier Vienne à Constantinople et ouvrir des marchés aux entreprises françaises après la défaite de l'Empire ottoman.
La Bourse de Paris était alors assaillie de nouvelles cotations d'entreprises de la construction, du commerce et du transport : près de 14,5 milliards de francs d'augmentations de capital ont été réalisées entre 1879 et 1881, année au cours de laquelle 163 nouvelles sociétés sont entrées sur le marché pour lever des augmentations de capital représentant 5 milliards de francs. 
La Banque de Lyon et de la Loire, dirigée par Charles Savary, gendre de l'agent de change parisien Paul-Edmond Mahou, est ainsi fondée en 1881, avec un capital de 25 millions de francs, très vite porté à 50 millions, pour des projets en Russie et une « caisse des reports » permettant de mieux spéculer à crédit. D'autres sont plus centrés sur la France : le Crédit lyonnais, fondé en 1863, double son capital, rachète deux compagnies d'assurance et se diversifie par deux filiales, la Société lyonnaise des eaux et de l’éclairage et la Société foncière lyonnaise.

### L'essor fulgurant de la très spéculative Union générale
Fondée en juin 1878, avec 25 millions puis 50 millions de francs de capital, l’Union générale connaît un essor fulgurant, ouvre succursales et agences, en France comme à l’étranger. En juillet 1878, Bontoux est nommé président du conseil d’administration et Jules Feder vice-président. Les dépôts passent de 22 millions de francs à sa création à 110 millions de francs en 1881. Elle investit tous azimuts : compagnies d’assurances, brasseries, métallurgie, mines, chemins de fer en France et à l’étranger (Balkans, Orient). Le capital de la banque doit être augmenté à 50 millions de francs en 1879, puis en 1881 à 100 millions de francs. Émise en 1878 à 500 francs, l'action atteint fin décembre 1881 plus de 3 000 francs.
La spéculation oblige la banque à relever ses taux directeurs de 3,5 % en octobre 1880 à 5 % en août 1881, action jugée insuffisante par les sceptiques, qui observent un autre signe de défiance témoignant de l'excès de spéculations : il en coûte en décembre 1881 près de 160 francs pour le report (le maintien d'un achat à terme) d'une action Union générale et 70 francs pour une action de la Banque de Lyon. Le 22 décembre, le coût de ces reports s'élève à 140 francs et 100 francs respectivement.

### Krach de 1882, prison et fuite en Espagne
En janvier 1882, le krach est déclenché juste après le Nouvel An, quand l'Empire austro-hongrois refuse de donner à la Banque de Lyon et de la Loire la concession pour la création de la Banque maritime de Trieste. Quand la nouvelle parvient à la Bourse de Lyon le 4 janvier 1882, l'action passe de 1 400 à 1 040 francs, puis tombe à 540 francs le 13 janvier, alors qu'elle était achetée à terme en décembre pour 1 800 francs en raison des spéculations sur un feu vert.
La bulle spéculative a aussi été causée par le rachat massif par l'Union générale de ses propres actions, sans le dire. Les cours s'effondrent d'autant plus que de multiples irrégularités et tromperies sont découvertes. La banque n'avait en réalité pas obtenu le succès affiché dans ses augmentations de capital et avait procédé à des souscriptions factices pour doper la demande. Sur les 50 millions de francs prétendument levés en 1881, 26,6 millions de francs ne l'ont pas été. L'Union générale a par ailleurs falsifié ses comptes trimestriels de septembre 1881, pour afficher un énorme profit fictif de 34 millions de francs.
Arrêté, Bontoux passe plusieurs mois en prison. Il est défendu par le futur bâtonnier Henry du Buit, mais est condamné à cinq ans de prison et prend la fuite en Espagne. C'est le krach boursier de 1882 qui cause des ruines nombreuses. Il a continué en Autriche à s'occuper de finances. Il meurt à Cannes en 1904.

## Sources
- « Paul Eugène Bontoux », dans Adolphe Robert et Gaston Cougny, Dictionnaire des parlementaires français, Edgar Bourloton, 1889-1891 [détail de l’édition]